# DNA (banda)
DNA foi uma banda de Nova Iorque de no wave formada em 1978 pelo guitarrista Arto Lindsay e tecladista Robin Crutchfield. Ao invés de tocar os seus instrumentos de forma tradicional, eles focaram-se em fazer sons únicos e incomuns. Sua música foi descrita como de reposição, barulhento e angular e foi comparado com alguns dos Captain Beefheart e até mesmo Anton Webern.
DNA consistiu inicialmente de Lindsay, Crutchfield, Gordon Stevenson e Mirielle Cervenka, o nome foi inspirado em uma música de outra banda local, Mars. Posteriormente Stevenson passou a tocar baixo para Teenage Jesus and the Jerks. Cervenka era a irmã mais nova de Exene Cervenka da banda X de Los Angeles. Esta formação foi muito breve, não tendo sequer efetuado uma única apresentação ao vivo. Após a rápida saída de Stevenson e Cervenka, Lindsay e Crutchfield recrutaram às pressas a baterista japonesa Ikue Mori — que na época tinha pouco domínio do Inglês e pouca experiência para ser baterista do DNA.
Esta formação do DNA tocou ocasionalmente no CBGB e no Max's Kansas City e gravou um single. No seu primeiro ano, eles tinham cimentado a sua reputação como uma banda emblemática do no wave, quando Brian Eno os selecionou entre os quatro grupos documentados na compilação No New York (LP), o primeiro registro que expôs grupos de no wave para uma audiência fora de Manhattan. As outras três bandas que aparecem neste álbum foram The Contortions, Teenage Jesus and the Jerks, e Mars.
O álbum de estréia de 10 minutos, A Taste of DNA foi registrado pelo selo de Kip Hanrahan, American Clavé, e mais tarde foi lançado pela Rough Trade em 1980.
Em 2004, o selo No More Records lanço a compilação DNA On DNA com 32 faixas reunindo praticamente todo material de estúdio produzido pelo grupo e algumas faixas ao vivo.
A banda é mostrada no filme Downtown 81 estrelando pelo artista plástico Jean-Michel Basquiat.

## Discografia

### Álbuns
- No New York: various artists (Four DNA tracks) 1978 - Antilles, AN 7067 (LP)
- A Taste of DNA 1981 - American Clavé, AMCL 1003EP (12")
- The Fruit of Original Sin: various artists (Three DNA tracks) 1981 - Les Disques Du Crepuscule, twi 035 (2xLP)
- Last Live at CBGB 1993 - Avant (Japan), Avant 006 (CD)
- American Clavé Sampler: various artists (one DNA track) 1993 - American Clave (USA), AMCL 1020/1026 (2xCD)
- DNA on DNA 2004 - No More Records, NoCD12

### Singles
- "You & You" b/w "Little Ants" 1978 - Lust/Unlust Music, 11-CAN-234